# Carry Fire
Carry Fire je jedenácté sólové studiové album anglického zpěváka Roberta Planta. Bylo vydáno 13. října roku 2017 (vydavatelství Nonesuch Records a Warner Bros. Records). První singl z alba nazvaný „The May Queen“ byl představen již v srpnu 2017. Kromě Plantovy doprovodné kapely (Sensational Space Shifters) se na desce podílelo několik hostů, například zpěvačka Chrissie Hynde. Producentem alba byl sám Plant.

## Seznam skladeb
1. The May Queen
2. New World…
3. Season's Song
4. Dance with You Tonight
5. Carving up the World Again… A Wall and Not a Fence
6. A Way with Words
7. Carry Fire
8. Bones of Saints
9. Keep It Hid
10. Bluebirds over the Mountain
11. Heaven Sent

## Obsazení
- Robert Plant – zpěv
- Justin Adams – kytara, úd, perkuse, tamburína
- Liam Tyson – kytara, dobro, pedálová steel kytara, dvanáctistrunná kytara
- John Baggott – klávesy, syntezátor, smyčky, perkuse, bicí, aranžmá, slide kytara, klavír, elektrické piano, bendir
- Billy Fuller – baskytara, klávesy, programování bicích
- Dave Smith – bicí, bendir, djembe, tamburína
- Seth Lakeman – viola
- Redi Hasa – violoncello
- Richard Ashton – bicí
- Chrissie Hynde – zpěv